# 静岡県立御殿場南高等学校
静岡県立御殿場南高等学校（しずおかけんりつ ごてんばみなみこうとうがっこう）は、静岡県御殿場市新橋に所在する県立高等学校。

## 設置学科
- 普通科

## 概要
通称は「南高」（なんこう）、「御南」（ごなん）。

## 沿革
- 1963年（昭和38年）
  - 4月1日 - 静岡県立御殿場南高等学校として開校。
  - 5月17日 - 開校式並びに第1期工事竣工式挙行（この日を創立記念日と制定）。
- 1964年（昭和39年）5月16日 - 校歌、校旗の制定式挙行。
- 1965年（昭和40年）9月5日 - 体育館兼講堂及び格技場完成。
- 1972年（昭和47年）8月17日 - プール完成。
- 1973年（昭和48年）9月20日 - テニスコート2面、ハンドボールコート1面完成。
- 1983年（昭和58年）3月31日 - 柔剣道場完成。
- 1998年（平成10年）3月30日 - 全天候型テニスコート落成式。
- 2009年（平成21年）3月 - ナイター照明完成。

## 学校祭
鍾駿祭と呼ばれる学校祭が毎年6月の初旬に行われる。文化祭は、平成22年度まで文化祭実行委員会・生徒会が中心となって行っていた。しかし、平成23年度からは実行委員会はなくなり、複数の実行組織によって行われている。

## 部活動
部活動は運動部・文化部があるが、特に目立った活躍をしているのは、男子バレー部そしてハンドボール部である。2006年度の実績は、男子バレー部は三大会連続県ベスト8、ハンドボール部は東海大会出場という成績を残している。吹奏楽部は2008年、吹奏楽コンクールB編成の部で、東部大会・県大会ともに一位で通過し、東海大会では金賞を受賞した。なお、B編成には全国大会がないため、実質東海大会が全国大会の形である。サッカー部も2003年度の新人戦で東部では唯一の県ベスト16に入った。2011年度にはサッカー部がインターハイで県大会に出場している。

## 著名な卒業生
- 川原彰（元中央大学法学部教授）
- 杉山茂樹（スポーツライター）
- 刈屋富士雄（NHKアナウンサー）
- 飯村真一（テレビ朝日アナウンサー）
- 三遊亭楽之介（落語家）
- 羽田実加（タレント）
- いけや賢二（お笑い芸人、元犬の心)
- 小野遥輝（バレーボール選手）
- 川野将虎（陸上競技選手〈競歩〉）
- 堀秀行（声優）
- 伊藤悠一（プロ野球監督 茨城アストロプラネッツ）
- 秋山邦久（心理学者）常磐大学心理学科教授
- 池田俊一（横浜デザイン学院理事長）